# Státy Dohody

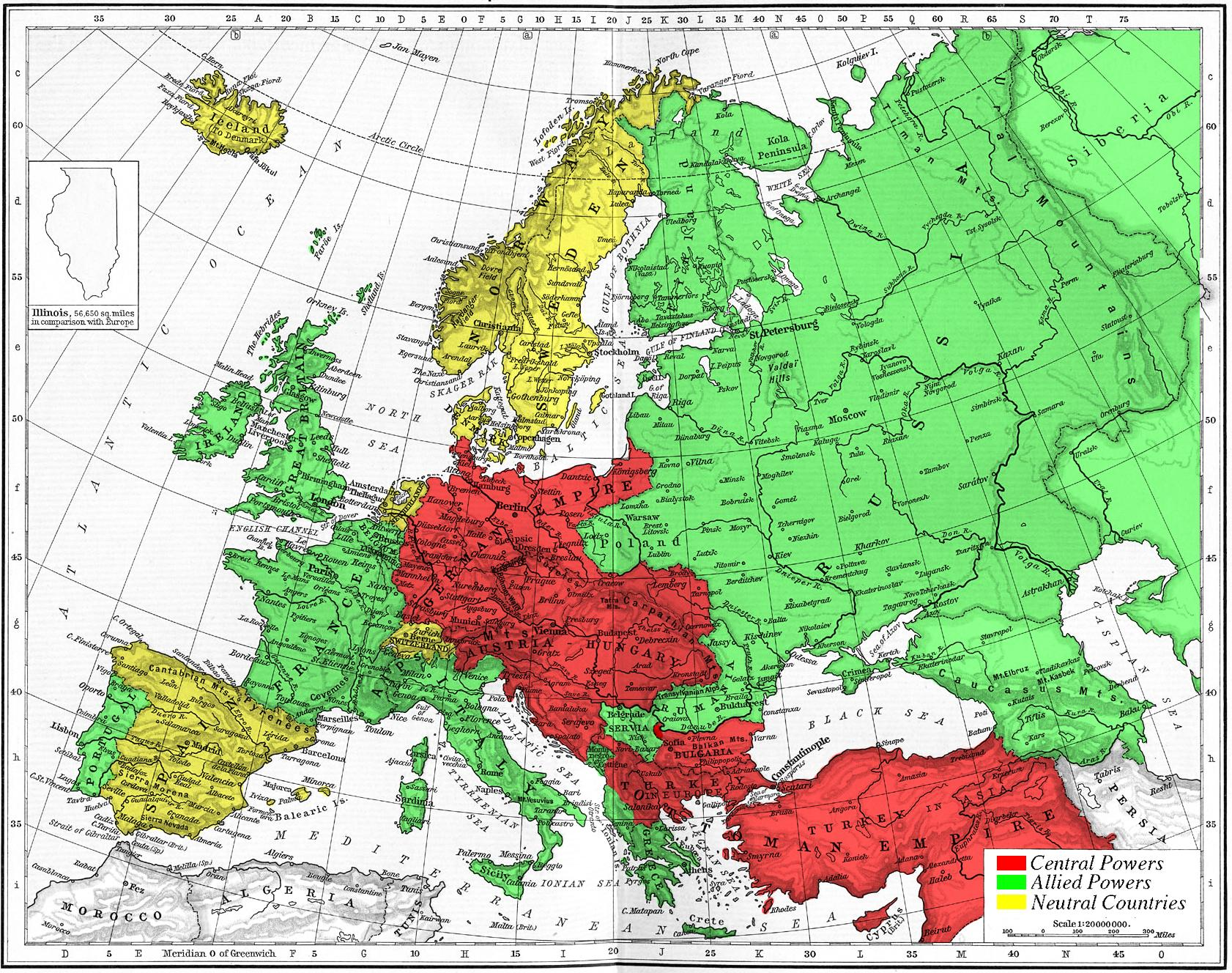
Státy Dohody v roce 1915. Státy Dohody jsou označeny zeleně a Centrální mocnosti jsou červeně.

Státy Dohody byly koalicí válčící proti Centrálním mocnostem během první světové války. Byly v ní jednak Spojené království, Francie a Rusko na základě Trojdohody, jednak Srbsko, které se stalo terčem původního útoku, a jednak státy, které se připojily v průběhu války jako Itálie, Spojené státy americké, Belgie a další státy.[zdroj⁠?!]
Státy Dohody byly táborem s nejmohutnějším ekonomickým, materiálovým i lidským potenciálem[zdroj?] a ke konci války zahrnovaly většinu rozlohy tehdejšího světa. Naopak Centrální mocnosti měly výhodu mnohem silnějšího nacionalismu, který v těchto zemích existoval.

## Chronologie

### Vypuknutí první světové války
- Srbsko
- Belgie (vláda v exilu jako následek německé okupace, od 15. října 1914)
- Spojené království
- Francie (přesněji Třetí francouzská republika)
- Rusko (do roku 1917)
- Itálie (od 23. května, 1915)
- Rumunsko (od roku 1916)
- Spojené státy americké (od 7. května 1917)

### Další významní členové
- Čínská republika (od srpna 1917)
- Japonské císařství (od srpna 1914)
- Řecko (od roku 1917)
- Portugalsko (od roku 1916)

### Další spojenci
- Andorra
- Brazílie
- Československo (příprava v exilu)
- Kostarika
- Kuba
- Guatemala
- Haiti
- Honduras
- Libérie
- Černá Hora
- Nikaragua
- Panama
- San Marino
- Siam (nyní Thajsko)
- Egypt Spojené království
- Libye Itálie
- Alžírsko Francie
- Maroko Francie

USA, které k vítězství Dohody ve válce velmi přispěly, kladly důraz na to, že stojí mimo jakýkoliv blok.[zdroj⁠?!]